# Plastelin
Plastelin, savitljiv i rastezljiv materijal koji se u modeliranju koristi umjesto gline, najčešće za izradu sitnijih figurica. Ima široku primjenu u školama i obrazovanju. Plastelin je po sastavu smjesa nekoliko tvari - obično pčelinjeg voska, boje, venecijanskog terpentina i masnoće. Može biti bezbojan ili obojen. U Velikoj Britaniji je smjesa sličnog tipa krajem 19. stoljeća patentirana pod robnom markom Plasticine. Sastavio ju je profesor umjetnosti William Harbutt kojem je za rad sa studentima kiparstva trebala ne-toksična, mekana glina koju je lako oblikovati i ne suši se na zraku. Smjese slične plastelinu mogu se dobiti i na bazi brašna.